# Copa Mundial Junior de Hockey Masculino de 2005
La VIII Copa Mundial Junior de Hockey Masculino se realizó en Róterdam (Países Bajos) del 29 de junio al 10 de julio de 2005. 
La selección de Argentina  fue la campeona del torneo al vencer en la final al elenco de Australia por 2 a 1 con un gol de corner corto cuando ya se había cumplido el tiempo reglamentario.

## Árbitros
Los árbitros seleccionados para el torneo fueron los siguientes:
| - BLASCH Christian - CARAVETTA Enzo - KEARNS Adam - KIM Hong Lae - AB DEL RADY Sayed - MAIR Andy - REQUENA Juan Manuel - SOTERIADES Constantine - ATTIPOE Richmond - STAGNO Nathan | - KUMAR Satinder - PRASAD Raghu - PILGRIM James - SINGH Amarjit - IGGO Nigel - KLEIN NAGELVOORT Erik - van EERT Roel - FAIZI Faiz Muhammad - WRIGHT Peter - MARCANO Albert |

## Resultados
- Los horarios corresponden a la hora central europea de verano (UTC +2).

### Primera ronda

#### Grupo A
| Equipo        | PJ | PG | PE | PP | GF | GC | DIF | Pts |
| ------------- | -- | -- | -- | -- | -- | -- | --- | --- |
| Corea del Sur | 3  | 3  | 0  | 0  | 19 | 4  | +15 | 9   |
| España        | 3  | 2  | 0  | 1  | 8  | 3  | +5  | 6   |
| Inglaterra    | 3  | 1  | 0  | 2  | 15 | 6  | +9  | 3   |
| México        | 3  | 0  | 0  | 3  | 0  | 29 | –29 | 0   |

|  | Clasificado a la segunda ronda. |

| Fecha | Hora¹ | Partidos      | Partidos | Partidos      |
| ----- | ----- | ------------- | -------- | ------------- |
| 29.06 | 12:00 | Corea del Sur | 11 - 0   | México        |
| 29.06 | 14:30 | España        | 1 - 0    | Inglaterra    |
| 30.06 | 12:30 | México        | 0 - 12   | Inglaterra    |
| 30.06 | 15:00 | Corea del Sur | 3 - 1    | España        |
| 02.07 | 14:00 | España        | 6 - 0    | México        |
| 02.07 | 17:00 | Inglaterra    | 3 - 5    | Corea del Sur |

#### Grupo B
| Equipo    | PJ | PG | PE | PP | GF | GC | DIF | Pts |
| --------- | -- | -- | -- | -- | -- | -- | --- | --- |
| Argentina | 3  | 3  | 0  | 0  | 5  | 2  | +3  | 9   |
| Alemania  | 3  | 2  | 0  | 1  | 13 | 11 | +2  | 6   |
| Malasia   | 3  | 1  | 0  | 2  | 9  | 9  | 0   | 3   |
| Sudáfrica | 3  | 0  | 0  | 3  | 4  | 9  | –5  | 0   |

|  | Clasificado a la segunda ronda. |

| Fecha | Hora¹ | Partidos  | Partidos | Partidos  |
| ----- | ----- | --------- | -------- | --------- |
| 29.06 | 17:00 | Alemania  | 2 - 3    | Argentina |
| 29.06 | 18:30 | Sudáfrica | 1 - 4    | Malasia   |
| 30.06 | 17:00 | Malasia   | 0 - 1    | Argentina |
| 30.06 | 19:30 | Sudáfrica | 3 - 4    | Alemania  |
| 02.07 | 11:00 | Alemania  | 7 - 5    | Malasia   |
| 02.07 | 12:00 | Argentina | 1 - 0    | Sudáfrica |

#### Grupo C
| Equipo    | PJ | PG | PE | PP | GF | GC | DIF | Pts |
| --------- | -- | -- | -- | -- | -- | -- | --- | --- |
| Australia | 3  | 3  | 0  | 0  | 22 | 3  | +19 | 9   |
| Pakistán  | 3  | 2  | 0  | 1  | 7  | 5  | +2  | 6   |
| Bélgica   | 3  | 1  | 0  | 2  | 4  | 10 | –6  | 3   |
| Chile     | 3  | 0  | 0  | 3  | 1  | 16 | –15 | 0   |

|  | Clasificado a la segunda ronda. |

| Fecha | Hora¹ | Partidos  | Partidos | Partidos  |
| ----- | ----- | --------- | -------- | --------- |
| 29.06 | 11:00 | Australia | 12 - 0   | Chile     |
| 29.06 | 13:30 | Pakistán  | 3 - 1    | Bélgica   |
| 30.06 | 12:00 | Bélgica   | 1 - 7    | Australia |
| 30.06 | 14:30 | Chile     | 1 - 2    | Pakistán  |
| 02.07 | 10:00 | Chile     | 0 - 2    | Bélgica   |
| 02.07 | 13:00 | Pakistán  | 2 - 3    | Australia |

#### Grupo D
| Equipo       | PJ | PG | PE | PP | GF | GC | DIF | Pts |
| ------------ | -- | -- | -- | -- | -- | -- | --- | --- |
| India        | 3  | 3  | 0  | 0  | 11 | 4  | +7  | 9   |
| Países Bajos | 3  | 2  | 0  | 1  | 11 | 4  | +7  | 6   |
| Egipto       | 3  | 1  | 0  | 2  | 4  | 10 | –6  | 3   |
| Polonia      | 3  | 0  | 0  | 3  | 4  | 12 | –8  | 0   |

|  | Clasificado a la segunda ronda. |

| Fecha | Hora¹ | Partidos     | Partidos | Partidos     |
| ----- | ----- | ------------ | -------- | ------------ |
| 29.06 | 16:00 | India        | 4 - 1    | Egipto       |
| 29.06 | 19:30 | Países Bajos | 6 - 0    | Polonia      |
| 30.06 | 17:30 | Polonia      | 2 - 3    | India        |
| 30.06 | 20:00 | Egipto       | 0 - 4    | Países Bajos |
| 02.07 | 15:00 | Países Bajos | 1 - 4    | India        |
| 02.07 | 16:00 | Polonia      | 2 - 3    | Egipto       |

### Segunda ronda

#### Grupo E
| Equipo        | PJ | PG | PE | PP | GF | GC | DIF | Pts |
| ------------- | -- | -- | -- | -- | -- | -- | --- | --- |
| India         | 5  | 4  | 0  | 1  | 12 | 7  | +5  | 12  |
| España        | 5  | 4  | 0  | 1  | 10 | 5  | +5  | 12  |
| Países Bajos  | 5  | 3  | 0  | 2  | 15 | 8  | +7  | 9   |
| Corea del Sur | 5  | 3  | 0  | 2  | 14 | 13 | +1  | 9   |
| Inglaterra    | 5  | 0  | 1  | 4  | 6  | 14 | –8  | 1   |
| Egipto        | 5  | 0  | 1  | 4  | 6  | 16 | –10 | 1   |

|  | Clasificado a semifinales. |

| Fecha | Hora¹ | Partidos      | Partidos | Partidos     |
| ----- | ----- | ------------- | -------- | ------------ |
| 03.07 | 14:00 | España        | 4 - 0    | India        |
| 03.07 | 15:00 | Corea del Sur | 4 - 2    | Egipto       |
| 03.07 | 16:00 | Inglaterra    | 1 - 5    | Países Bajos |
| 05.07 | 17:00 | Egipto        | 2 - 2    | Inglaterra   |
| 05.07 | 18:30 | Corea del Sur | 1 - 3    | India        |
| 05.07 | 19:30 | Países Bajos  | 1 - 2    | España       |
| 06.07 | 17:00 | España        | 2 - 1    | Egipto       |
| 06.07 | 17:30 | Inglaterra    | 0 - 1    | India        |
| 06.07 | 20:00 | Corea del Sur | 1 - 4    | Países Bajos |

#### Grupo F
| Equipo    | PJ | PG | PE | PP | GF | GC | DIF | Pts |
| --------- | -- | -- | -- | -- | -- | -- | --- | --- |
| Argentina | 5  | 3  | 2  | 0  | 8  | 4  | +4  | 11  |
| Australia | 5  | 3  | 1  | 1  | 21 | 10 | +10 | 10  |
| Alemania  | 5  | 3  | 0  | 2  | 16 | 17 | –1  | 9   |
| Pakistán  | 5  | 2  | 1  | 2  | 8  | 8  | 0   | 7   |
| Malasia   | 5  | 1  | 2  | 2  | 13 | 15 | –2  | 4   |
| Bélgica   | 5  | 0  | 1  | 4  | 6  | 18 | –12 | 1   |

|  | Clasificado a semifinales. |

| Fecha | Hora¹ | Partidos  | Partidos | Partidos  |
| ----- | ----- | --------- | -------- | --------- |
| 03.07 | 11:00 | Pakistán  | 0 - 2    | Alemania  |
| 03.07 | 12:00 | Australia | 3 - 3    | Malasia   |
| 03.07 | 18:00 | Bélgica   | 0 - 0    | Argentina |
| 05.07 | 12:00 | Pakistán  | 1 - 1    | Argentina |
| 05.07 | 14:30 | Australia | 7 - 1    | Alemania  |
| 05.07 | 16:00 | Malasia   | 4 - 2    | Bélgica   |
| 06.07 | 12:30 | Argentina | 3 - 1    | Australia |
| 06.07 | 15:00 | Pakistán  | 2 - 1    | Malasia   |
| 06.07 | 19:30 | Alemania  | 4 - 2    | Bélgica   |

### Ronda de equipos ya eliminados

#### Grupo G
| Team      | Pld | W | D | L | GF | GA | GD  | Pts |
| --------- | --- | - | - | - | -- | -- | --- | --- |
| Sudáfrica | 3   | 3 | 0 | 0 | 21 | 1  | +20 | 9   |
| Polonia   | 3   | 1 | 1 | 1 | 9  | 10 | –1  | 4   |
| Chile     | 3   | 1 | 0 | 2 | 6  | 11 | –5  | 3   |
| México    | 3   | 0 | 1 | 2 | 4  | 18 | –14 | 1   |

| Fecha | Hora¹ | Partidos  | Partidos | Partidos  |
| ----- | ----- | --------- | -------- | --------- |
| 03.07 | 13:00 | México    | 0 - 9    | Sudáfrica |
| 03.07 | 17:00 | Chile     | 1 - 4    | Polonia   |
| 05.07 | 11:00 | Chile     | 5 - 0    | México    |
| 05.07 | 13:30 | Sudáfrica | 5 - 1    | Polonia   |
| 06.07 | 12:00 | Polonia   | 4 - 4    | México    |
| 06.07 | 14:30 | Sudáfrica | 7 - 0    | Chile     |

### Clasificación del 13° al 16° lugar

#### Partido por el decimoquinto puesto
| Fecha | Hora¹ | Partidos | Partidos | Partidos |
| ----- | ----- | -------- | -------- | -------- |
| 09.07 | 11:30 | Chile    | 3 - 1    | México   |

#### Partido por el decimotercer puesto
| Fecha | Hora¹ | Partidos  | Partidos | Partidos |
| ----- | ----- | --------- | -------- | -------- |
| 09.07 | 14:00 | Sudáfrica | 5 - 3    | Polonia  |

### Clasificación del 9° al 12° lugar
|  | Semifinales | Semifinales       |   |            | Noveno puesto       | Noveno puesto |  |
|  | 8 de julio  | 8 de julio        |   |            | 9 de julio          | 9 de julio    |  |
|  |             |                   |   |            |                     |               |  |
|  | 8 de julio  |                   |   |            |                     |               |  |
|  | Malasia     | 2                 |   |            |                     |               |  |
|  | Egipto      | 1                 |   |            |                     |               |  |
|  |             |                   |   |            |                     |               |  |
|  |             |                   |   |            | 9 de julio          |               |  |
|  |             |                   |   |            | Malasia             | 2             |  |
|  |             | Inglaterra (pro.) | 3 |            |                     |               |  |
|  |             |                   |   |            |                     |               |  |
|  |             |                   |   |            |                     |               |  |
|  |             |                   |   |            | Decimoprimer puesto |               |  |
|  | 8 de julio  | 8 de julio        |   | 9 de julio | 9 de julio          |               |  |
|  | Inglaterra  | 3                 |   | Egipto     | 0                   |               |  |
|  | Bélgica     | 1                 |   |            | Bélgica             | 3             |  |

#### Partidos iniciales
| Fecha | Hora¹ | Partidos   | Partidos | Partidos |
| ----- | ----- | ---------- | -------- | -------- |
| 08.07 | 13:00 | Malasia    | 2 - 1    | Egipto   |
| 08.07 | 15:30 | Inglaterra | 3 - 1    | Bélgica  |

#### Partido por el decimoprimer puesto
| Fecha | Hora¹ | Partidos | Partidos | Partidos |
| ----- | ----- | -------- | -------- | -------- |
| 09.07 | 12:30 | Egipto   | 0 - 3    | Bélgica  |

#### Partido por el noveno puesto
| Fecha | Hora¹ | Partidos | Partidos     | Partidos   |
| ----- | ----- | -------- | ------------ | ---------- |
| 09.07 | 15:00 | Malasia  | 2 - 3 (pro.) | Inglaterra |

### Clasificación del 5° al 8° puesto
|  | Semifinales     | Semifinales               |       |               | Quinto puesto  | Quinto puesto |  |
|  | 8 de julio      | 8 de julio                |       |               | 10 de julio    | 10 de julio   |  |
|  |                 |                           |       |               |                |               |  |
|  | 8 de julio      |                           |       |               |                |               |  |
|  | Alemania (pro.) | 5                         |       |               |                |               |  |
|  | Corea del Sur   | 4                         |       |               |                |               |  |
|  |                 |                           |       |               |                |               |  |
|  |                 |                           |       |               | 10 de julio    |               |  |
|  |                 |                           |       |               | Alemania       | 3 (7)         |  |
|  |                 | Países Bajos (pro.) (PEN) | 3 (8) |               |                |               |  |
|  |                 |                           |       |               |                |               |  |
|  |                 |                           |       |               |                |               |  |
|  |                 |                           |       |               | Séptimo puesto |               |  |
|  | 8 de julio      | 8 de julio                |       | 10 de julio   | 10 de julio    |               |  |
|  | Países Bajos    | 4                         |       | Corea del Sur | 1              |               |  |
|  | Pakistán        | 1                         |       |               | Pakistán       | 6             |  |

#### Partidos iniciales
| Fecha | Hora¹ | Partidos     | Partidos     | Partidos      |
| ----- | ----- | ------------ | ------------ | ------------- |
| 08.07 | 12:00 | Alemania     | 5 - 4 (pro.) | Corea del Sur |
| 08.07 | 14:30 | Países Bajos | 4 - 1        | Pakistán      |

#### Partido por el séptimo puesto
| Fecha | Hora¹ | Partidos      | Partidos | Partidos |
| ----- | ----- | ------------- | -------- | -------- |
| 10.07 | 11:00 | Corea del Sur | 1 - 6    | Pakistán |

#### Partido por el quinto puesto
| Fecha | Hora¹ | Partidos | Partidos             | Partidos     |
| ----- | ----- | -------- | -------------------- | ------------ |
| 10.07 | 10:00 | Alemania | 3 - 3 (pro.) 7-8 PEN | Países Bajos |

### Clasificación del 1° al 4° puesto
|  | Semifinales      | Semifinales |   |                     | Final         | Final       |  |
|  | 8 de julio       | 8 de julio  |   |                     | 10 de julio   | 10 de julio |  |
|  |                  |             |   |                     |               |             |  |
|  | 8 de julio       |             |   |                     |               |             |  |
|  | Argentina (pro.) | 2           |   |                     |               |             |  |
|  | España           | 1           |   |                     |               |             |  |
|  |                  |             |   |                     |               |             |  |
|  |                  |             |   |                     | 10 de julio   |             |  |
|  |                  |             |   |                     | Argentina     | 2           |  |
|  |                  | Australia   | 1 |                     |               |             |  |
|  |                  |             |   |                     |               |             |  |
|  |                  |             |   |                     |               |             |  |
|  |                  |             |   |                     | Tercer puesto |             |  |
|  | 8 de julio       | 8 de julio  |   | 10 de julio         | 10 de julio   |             |  |
|  | India            | 2           |   | España (pro.) (PEN) | 1 (5)         |             |  |
|  | Australia        | 3           |   |                     | India         | 1 (4)       |  |

#### Semifinales
| Fecha | Hora¹ | Partidos  | Partidos     | Partidos  |
| ----- | ----- | --------- | ------------ | --------- |
| 08.07 | 17:00 | Argentina | 2 - 1 (pro.) | España    |
| 08.07 | 19:30 | India     | 2 - 3        | Australia |

#### Partido por el tercer puesto
| Fecha | Hora¹ | Partidos | Partidos             | Partidos |
| ----- | ----- | -------- | -------------------- | -------- |
| 10.07 | 12:30 | España   | 1 - 1 (pro.) 5-4 PEN | India    |

#### Final
| Fecha | Hora¹ | Partidos  | Partidos | Partidos  |
| ----- | ----- | --------- | -------- | --------- |
| 10.07 | 15:00 | Argentina | 2 - 1    | Australia |

## Premios
| Goleador        | Premio "Promesa del hockey" | Mejor jugador | Juego limpio |
| --------------- | --------------------------- | ------------- | ------------ |
| Colin Hennessey | Kevinder Singh              | Lucas Vila    | México       |

## Estadísticas

### Clasificación final
| 1. Argentina 2. Australia 3. España 4. India 5. Países Bajos 6. Alemania 7. Pakistán 8. Corea del Sur | 1. Inglaterra 2. Malasia 3. Bélgica 4. Egipto 5. Sudáfrica 6. Polonia 7. Chile 8. México |